# Bani Walid
Bani Walid o Beni Ulid (en árabe: بني وليد‎) es una ciudad de Libia, en el distrito de Misurata.
Antes de 2007 era la capital del distrito de Bani Walid. Administrativamente está dividida en dos Congresos Populares básicos: Dahra - Bani Walid (الظهرة - بني وليد) y Zaytouna - Bani Walid (الزيتونة - بني وليد). La ciudad está situada a lo largo del Wadi Merdum, a ambos lados del arroyo. 
Entre otras tribus, en la ciudad vive la de los warfala. 
En Bani Walid se encuentra un campus de la Universidad de Misurata (anteriormente denominada Universidad 7 de octubre).